# Psilochorus fishi
Psilochorus fishi là một loài nhện trong họ Pholcidae. Loài này được phát hiện ở México.